# Hidroestàtica

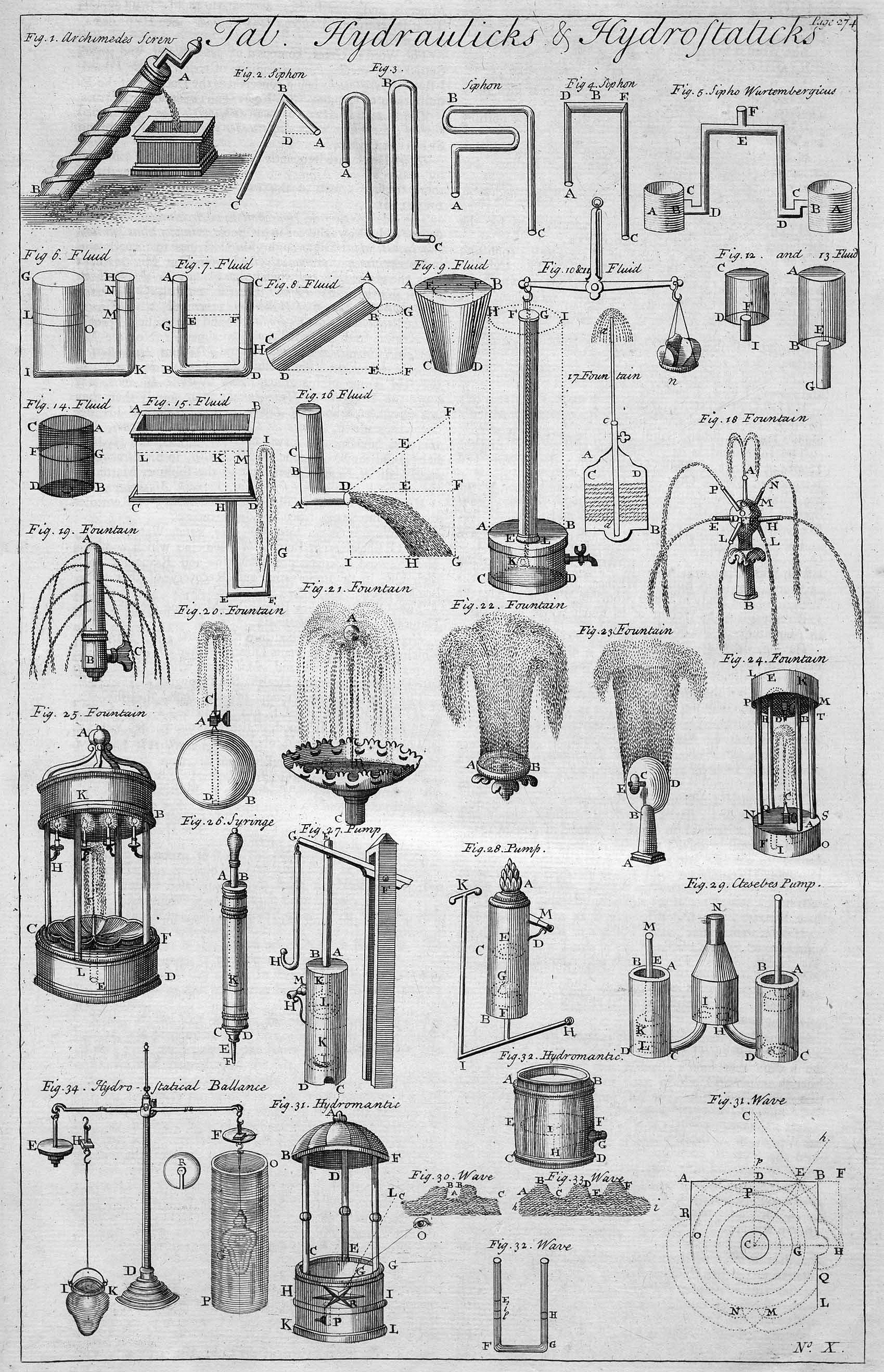
Taula d'hidràulica i hidroestàtica, Cyclopaedia, 1928

La hidroestàtica o estàtica de fluids és la branca de la física que estudia el comportament mecànic dels fluids en repòs o equilibri, dins d'un camp de forces. Fa referència a un estat d'equilibri perquè els líquids en aparent estat de repòs en realitat estan subjectes a l'acció de forces oposades que es compensen. Els principals teoremes que suporten l'estudi de la hidroestàtica són el principi d'Arquimedes i el principi de Pascal, el primer formulat per Arquimedes al segle III aC i va suposar la primera formulació precisa, la definitiva seria obra de Blaise Pascal durant el segle xvii.
Es consideren fluids tant els líquids com els gasos, ja que un fluid és qualsevol substància capaç de fluir; la seva forma pot canviar amb facilitat per escorriment, per l'acció de forces petites. Una de les principals diferències que existeixen entre els diferents fluids (líquids i gasos) és el seu coeficient de compressibilitat, és a dir, mentre que els líquids són gairebé incompressibles, els gasos són molt fàcils de comprimir.
La força fonamental de la hidroestàtica és la pressió, això és una conseqüència directa del fet que, en repòs, els líquids comuns, i els fluids en general, no resisteixen esforços de cisallament i exerceixen una força perpendicular sobre qualsevol superfície. Contra el que es pensa habitualment, la pressió de l'aigua contra el mur d'una presa no depèn de la quantitat d'aigua sinó de l'altura de l'aigua.